# Pańska Skała

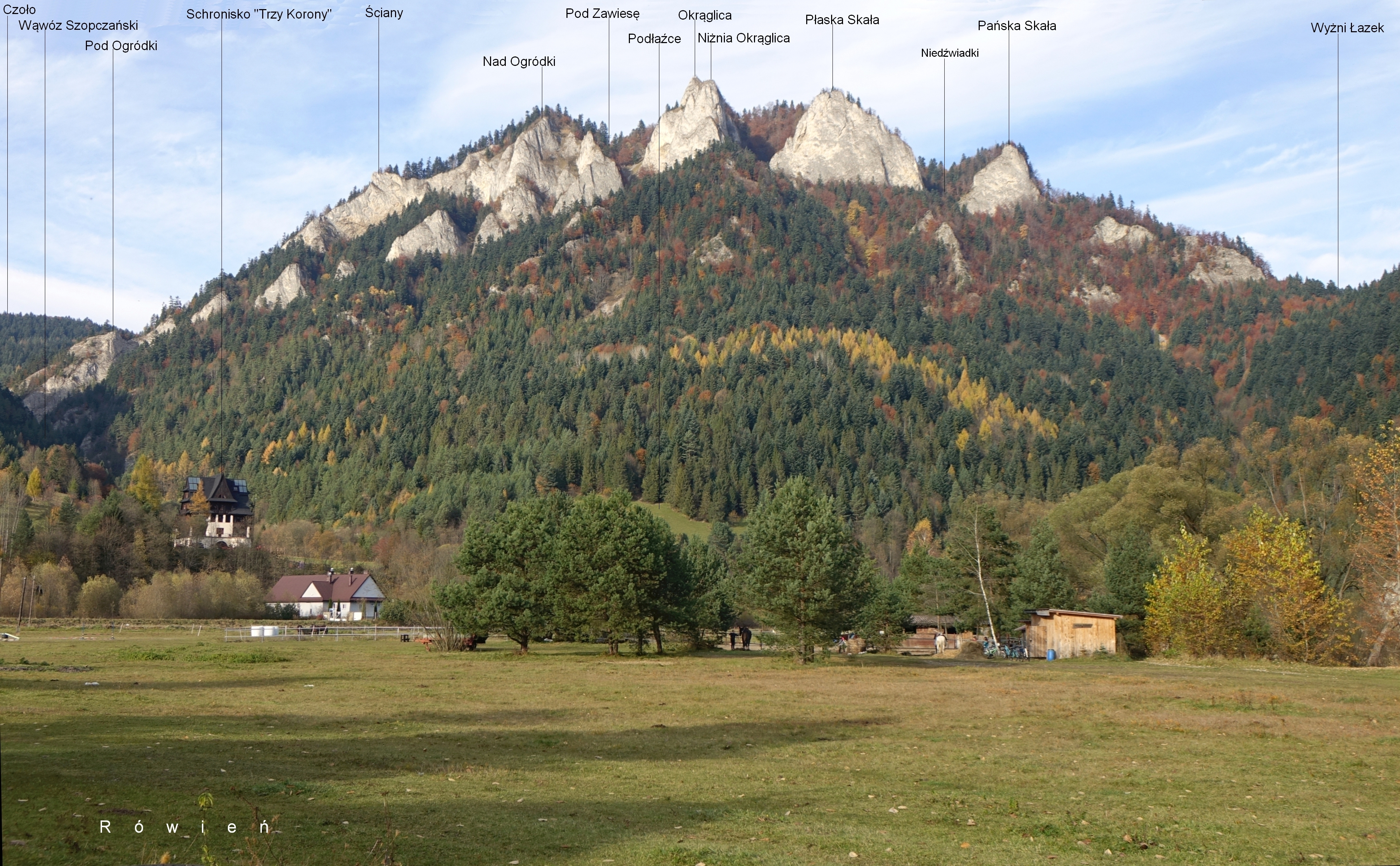
Widok ze Sromowiec Niżnych

Pańska Skała – jedna z pięciu najwyższych turni szczytowych w masywie Trzech Koron w Pieninach. Pozostałe to: Nad Ogródki, Okrąglica, Niżnia Okrąglica, Płaska Skała. Pańska Skała jest najbardziej wśród nich wysunięta na wschód i od masywu Trzech Koron oddzielona przełęczą Niedźwiadki (899 m).
Pańska Skała ma wysokość około 920 m. Jej wysokość względna nad Dunajcem wynosi około 460 m. Ku południu opada ścianą o wysokości około 100 m. Około 1960 r. turniami Trzech Koron zainteresowali się wspinacze skalni, m.in. himalaista Andrzej Zawada. Ściany tych turni cechuje jednak duża kruszyzna, ponadto wspinaczka koliduje z zasadami ochrony przyrody, skończyło się więc na kilku tylko drogach wspinaczkowych. Pańska Skała znajduje się w Pienińskim Parku Narodowym, wspinaczka na niej jest zakazana, jest też niedostępna turystycznie. Szlak turystyczny prowadzi tylko przez przełęcz Niedźwiadki. Od jej strony Pańska Skała porośnięta jest lasem. Na Pańskiej Skale znajduje się najwyżej w Pieninach położone stanowisko cisa pospolitego (890 m n.p.m.).
Pańska Skała miała też inne nazwy: Niedźwiadkowa lub Grzebieniowa Skała. Znajduje się w granicach wsi Sromowce Niżne w województwie małopolskim, w powiecie nowotarskim, w gminie Czorsztyn.